# 물고기자리 107
물고기자리 107은 물고기자리에 있는 K형 주계열성으로, 지구에서 24.3 광년 떨어진 곳에 있다. 이 별의 겉보기 등급은 +5.24로 맨눈으로 희미하게 보인다. 질량은 태양의 89퍼센트, 밝기는 37퍼센트 정도이다. 중원소 함량은 태양의 63퍼센트 정도이다.

## 같이 보기
- 가까운 밝은 별 목록